# K's Choice
Pour les articles homonymes, voir Choice.
K's Choice est un groupe belge de rock, originaire de Kapellen situé dans la province d'Anvers. Formé en octobre 1993, le groupe sort quatre albums studio, trois lives et une compilation. En 2002, Sam et Gert Bettens, fratrie meneuse du groupe, décident de mettre en suspens K's Choice pour continuer en solo chacun de leur côté. En 2009, le groupe se reforme de manière définitive.

## Historique

### Débuts (1993–2001)

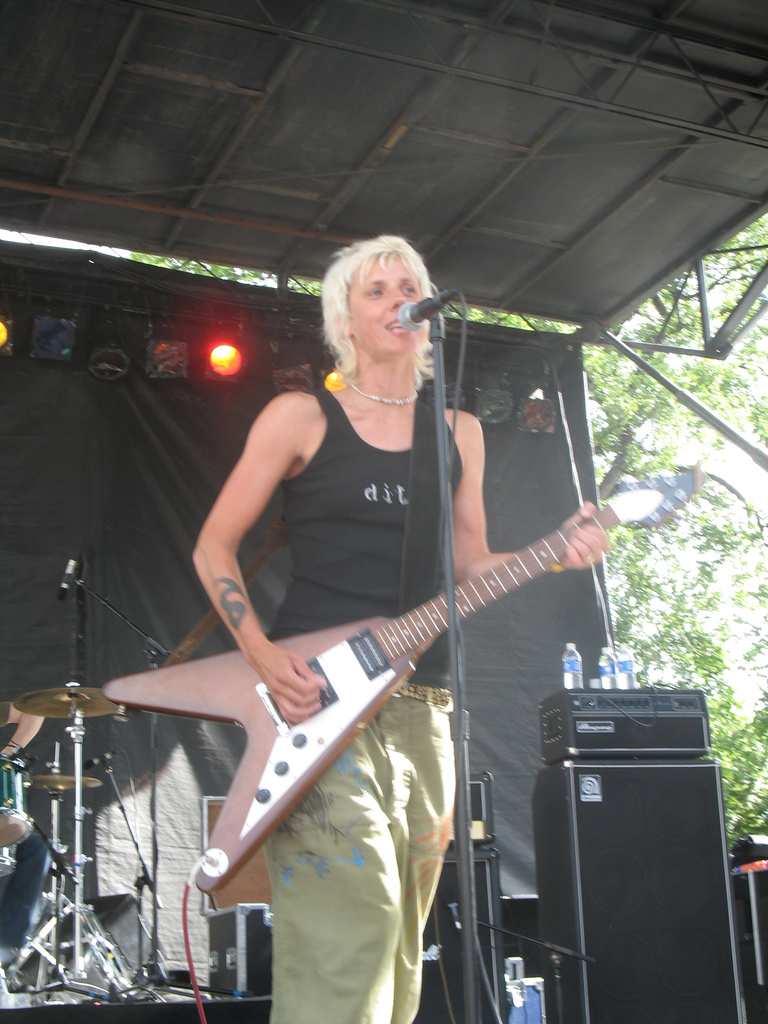
Sam Bettens en concert.

Le groupe s’appelait initialement The Choice, et était formé principalement de Sam Bettens et de son frère Gert, en 1991. En octobre 1993 sort The Great Subconscious Club, premier album du groupe produit par Jean Blaute. Cet album remporte un vif succès en Belgique, et le duo se voit proposer un contrat mondial avec Epic Records. Deux groupes américains revendiquant le nom The Choice, ils optent pour K's Choice. L’explication de ce choix est la suivante : K est le nom du personnage principal du roman "Le Château" de Kafka, K n’ayant pas vraiment de liberté de choix dans l’histoire. Alternativement, le groupe aurait essayé toutes les lettres de l’alphabet avant d’opter pour le K, qui était la lettre qui sonnait le mieux.
En 1995, ils enregistrent leur deuxième album, Paradise in Me, un disque plus guitare que le précédent, toujours produit par Jean Blaute. Il est enregistré aux Galaxy Studios, Jet Studios et au Synsound 2 à Bruxelles. Le single Not an Addict devient un tube un peu partout en Europe, il restera 30 semaines au classement rock du Billboard, atteignant la cinquième place. Cependant, Epic refuse de sortir l’album aux États-Unis jugeant qu’il y a trop de guitare. K’s Choice cherche alors en vain une autre maison de disques. Mais à la suite de leur prestation remarquée au Pinkpop Festival aux Pays-Bas, Alanis Morissette, alors très en vogue avec son album Jagged Little Pill, leur demande de faire la première partie de sa tournée américaine. Ils acceptent sans aucune hésitation ; c’est ainsi que la sortie américaine de Paradise in Me est possible.
Après une tournée autour du globe, Cocoon Crash, aussi enregistré à Bruxelles, produit par Gil Norton (Pixies, Foo Fighters, Counting Crows) sort en novembre 1998. Bart van der Zeeuw quitte le groupe et le bassiste sera ensuite régulièrement changé. Cocoon Crash mélange les styles, passant facilement d’un rock très énervé à un titre acoustique accompagné de violoncelles ou d’une simple guitare sèche. Cocoon Crash est certifié disque de platine en Belgique et aux Pays-Bas. Cet album est suivi de Extra Cocoon - All Access, un CD en édition limitée qui contient des vidéos et des titres inédits, scènes et versions acoustiques.
En 1999, le groupe apparaît dans un épisode de Buffy contre les vampires, Les Deux Visages, jouant Virgin State of Mind. En 2000, avec Almost Happy dirigé par le duo Marshall Bird et Steve Bush, ils signent un opus plus calme que les précédents.  Après plusieurs tournées (notamment la première partie des Indigo Girls, les idoles de Sam), ils sortent Losing You, titre de leur compilation 10 en 2004. Cette compilation sort à l’occasion des 10 ans du groupe, en même temps qu’un DVD comprenant concert des vidéos du groupe.

### Interruption (2002–2008)
En 2002, à la suite d'une tournée européenne, les membres du groupe ont décidé de mettre en suspens K’s Choice et se sont chacun lancés dans une carrière solo.
Sam Bettens sort ainsi son album solo intitulé Scream. Album rock et soft à la fois, Sam nous ballade entre différentes sonorités de piano et guitare. Son deuxième album intitulé Shine, plus personnel, est musicalement de la même veine que le premier grâce à un savant mélange de rock et de douces mélodies. Son troisième album intitulé Never say goodbye est enregistré à la suite d'une tournée acoustique où il reprend des standards américains. De son côté, Gert Bettens sort deux albums sous le nom de Woodface et produit Venus in Flames qui ouvrait les concerts de leur tournée 2002. Pendant ce temps, les anciens musiciens de K’s Choice gravitent autour des anciens leaders. Eric Grossman contribue à l’enregistrement des albums de Sam et joue sur scène avec lui au cours des deux tournées précédentes. En 2007, Gert Bettens confirme qu’un nouvel album de K’s Choice était prévu pour 2009.

### Retour (depuis 2009)
En mars 2008, Bettens fait avec Sam une tournée américaine acoustique. À l'été 2009, un album est en préparation. En décembre 2009, l'enregistrement de l'album est fini et un concert est programmé le 28 avril 2010 au Bataclan à Paris. Le nouvel album de K's Choice s'intitule Echo Mountain, et est publié le 26 mars 2010, le premier single Come Live the Life étant sorti le 11 mars 2010. Une tournée commence le 4 avril 2010. Le deuxième single de l'album est Echo Mountain. En 2013, Sam et Gert reviennent aux Echo Mountain Studios pour enregistrer un autre album sous le nom de Bettens pour un documetaire en 3D explorant l'Antarctique, intitulé Beyond the Challenge. L'album, intitulé Waving at the Sun est finalement publié sous le nom de K's Choice en 2014.
Le 6 février 2015, K's Choice publie le premier single Private Revolution de leur dernier album The Phantom Cowboy. L'album est publié le 5 février 2015 en Europe par Wallaby Records, LLC et distribué par Sony ; il est publié en Amérique du Nord le 18 septembre 2015 et en Irlande chez MPress Records. En septembre 2015 sort le single Perfect Scar. À la fin 2016, le groupe sort l'album The Backpack Session composé de reprises dépouillées et de nouvelles chansons. Cet album est accompagné d'une tournée aux États-Unis et au Benelux. En janvier 2017, le groupe publie une version rééditée de Not an Addict. Le 24 mars 2017, le groupe publie l'album 25.
En 2017, le groupe organise 2 concerts avec la chorale De Singel d'Anvers. 
En 2018, à la suite de sa tournée de promotion de "25", le groupe sort un album live enregistré à l'Ancienne Belgique à Bruxelles. Par la suite, il s'engage dans la quatrième saison du programme de télé-réalité belge 
Liefde voor muziek.

## Membres

### Membres actuels
- Sam Bettens - chant, guitare
- Gert Bettens - guitare, chœurs
- Jan Van Sichem, Jr - guitare
- Koen Liekens - batterie, percussions
- Eric Grossman - basse (joue encore avec Sam Bettens)
- Bart Van Der Zeeuw - batterie, percussions (album Cocoon Crash)

## Discographie

### Singles

#### Autre
| Année | Titres        | Album             | Infos supplémentaires                     |
| ----- | ------------- | ----------------- | ----------------------------------------- |
| 2020  | Not An Addict | We Rule The Night | En collaboration avec Ran-D & Psyko Punkz |

### Reprises hors album
| Année | Artiste(s)                             | Chanson                                  | Émissions / Événements |
| ----- | -------------------------------------- | ---------------------------------------- | ---------------------- |
| 2013  | Armin Van Buuren                       | This is what it feel like                | Waving at the sun Tour |
| 2014  | Christina Aguilera / A Great Big World | Say Something                            | -                      |
| 2019  | Prince                                 | I could never take the place of your man | Love = Music Tour      |
| 2019  | Bryan Adams                            | Summer of 69'                            | Love = Music Tour      |
| 2019  | Barry Manilow                          | Could It Be Magic                        | Love = Music Tour      |
| 2019  | Madonna                                | Who's that girl                          | Love = Music Tour      |
| 2019  | ABBA                                   | Does your mother know ?                  | Love = Music Tour      |